# Nasoonaria
Nasoonaria Wunderlich & Song, 1995 è un genere di ragni appartenente alla famiglia Linyphiidae.

## Distribuzione
L'unica specie oggi attribuita a questo genere è stata rinvenuta in Cina: è un endemismo della regione dello Yunnan.

## Tassonomia
A dicembre 2011, si compone di una specie:
- Nasoonaria sinensis Wunderlich & Song, 1995[3] — Cina